# Căn phòng tử thần
Căn phòng tử thần (tên gốc tiếng Anh: Escape Room) là một bộ phim tâm lý kinh dị Mỹ năm 2019, đừng nhầm lẫn với một bộ phim cùng tên năm 2017, do Adam Robitel đạo diễn và Bragi F. Schut và Maria Melnik viết kịch bản. Phim có sự tham gia của Logan Miller, Deborah Ann Woll, Taylor Russell, Tyler Labine, Jay Ellis, và Nik Dodani, và theo dõi một nhóm người được gửi đến một căn phòng, chỉ để thấy hậu quả là chết người.
Bộ phim được phát hành tại Hoa Kỳ vào ngày 4 tháng 1 năm 2019, bởi Columbia Pictures. Tại Ba Lan, United International Pictures tuyên bố rằng buổi ra mắt của bộ phim sẽ bị trì hoãn vì sự tôn trọng đối với năm thiếu niên đã chết trong một vụ cháy phòng. Nó nhận được nhiều ý kiến trái chiều từ các nhà phê bình, những người ca ngợi sự hồi hộp và hồi hộp nhưng chỉ trích cốt truyện quen thuộc, và đã thu về hơn 155,7 triệu đô la Mỹ.

## Nội dung
Sinh viên vật lý nhút nhát Zoey, cậu bé thủ kho Ben đang gặp khó khăn, thương nhân trẻ Jason, cựu chiến binh Amanda, cựu thợ mỏ Mike và Daniel, người say mê trò chơi Escape Room, đều được tặng một hộp câu đố và sau khi giải câu đố, một đầu mối mời họ đến Cơ sở cung cấp trò chơi Escape Room Minos để có cơ hội ở mức 10.000 đô la nếu họ trốn thoát thành công. Khi Ben cố gắng rời khỏi phòng để hút thuốc, tay nắm cửa bị gãy, khóa mọi người lại bên trong và để lộ một thước đo nhiệt độ. Cả nhóm tìm ra một câu đố liên quan đến đế lót ly cho phép họ trốn thoát kịp thời khi căn phòng phun trào trong ngọn lửa. Và họ lần lượt đến những căn phòng tiếp theo.
Cuối cùng Zoey và Ben đã trốn được khỏi toà nhà. Nhưng khi quay lại, cảnh sát không thấy được bất cứ manh mối nào về căn phòng tử thần như Zoey mô tả. Sáu tháng sau, Zoey gặp Ben, cô tìm ra căn cứ của bọn xây dựng những căn phòng tử thần. Cô đặt vé máy bay và thuyết phục Ben cùng đi đến đó. Không may bọn chúng đã đoán được và chuẩn bị một trò chơi lại từ đầu cho Zoey và nó sẽ được thực hiện trên chiếc máy bay cô sắp đi.

## Diễn viên
- Taylor Russell vai Zoey Davis
- Logan Miller vai Ben Miller
- Deborah Ann Woll vai Amanda Harper
- Tyler Labine vai Mike Nolan
- Jay Ellis vai Jason Walker
- Nik Dodani vai Danny Khan
- Adam Robitel vai Gabe
- Kenneth Fok vai Thám tử Li
- Yorick van Wageningen vai Quản trò

## Sản xuất
Vào ngày 9 tháng 8 năm 2017, có thông báo rằng bộ phim, sau đó có tựa đề Mê cung, đã bắt đầu quá trình phân vai. Nó cũng được tiết lộ rằng bộ phim sẽ quay ở Nam Phi vào cuối năm 2017. Vào tháng 1 năm 2018, Robitel đã nói với Syfy rằng việc sản xuất đã hoàn tất và bộ phim sẽ được phát hành vào tháng 9 năm 2018.

## Phát hành
Vào tháng 5 năm 2018, thông báo rằng bộ phim đã được đổi tên thành Escape Room và sẽ được phát hành vào ngày 30 tháng 11 năm 2018. Một tháng sau, bộ phim bị đẩy lùi về ngày 1 tháng 2 năm 2019. Sau đó được dời lại vào ngày 4 tháng 1 năm 2019.

## Phản hồi

### Phòng vé
Tại Hoa Kỳ và Canada, Escape Room được dự kiến thu về 10-14 triệu đô la từ 2.717 rạp vào cuối tuần đầu. Nó đã kiếm được 7,7 triệu đô la trong ngày đầu tiên, bao gồm 2,3 triệu đô la từ các buổi xem trước vào tối thứ năm. Nó tiếp tục ra mắt tới 18 triệu đô la, vượt qua sự mong đợi và đứng thứ hai sau Aquaman: Đế vương Atlantis.